# Hymenomima perfuscimargo
Hymenomima perfuscimargo là một loài bướm đêm trong họ Geometridae.